# 리틀 리그 베이스볼

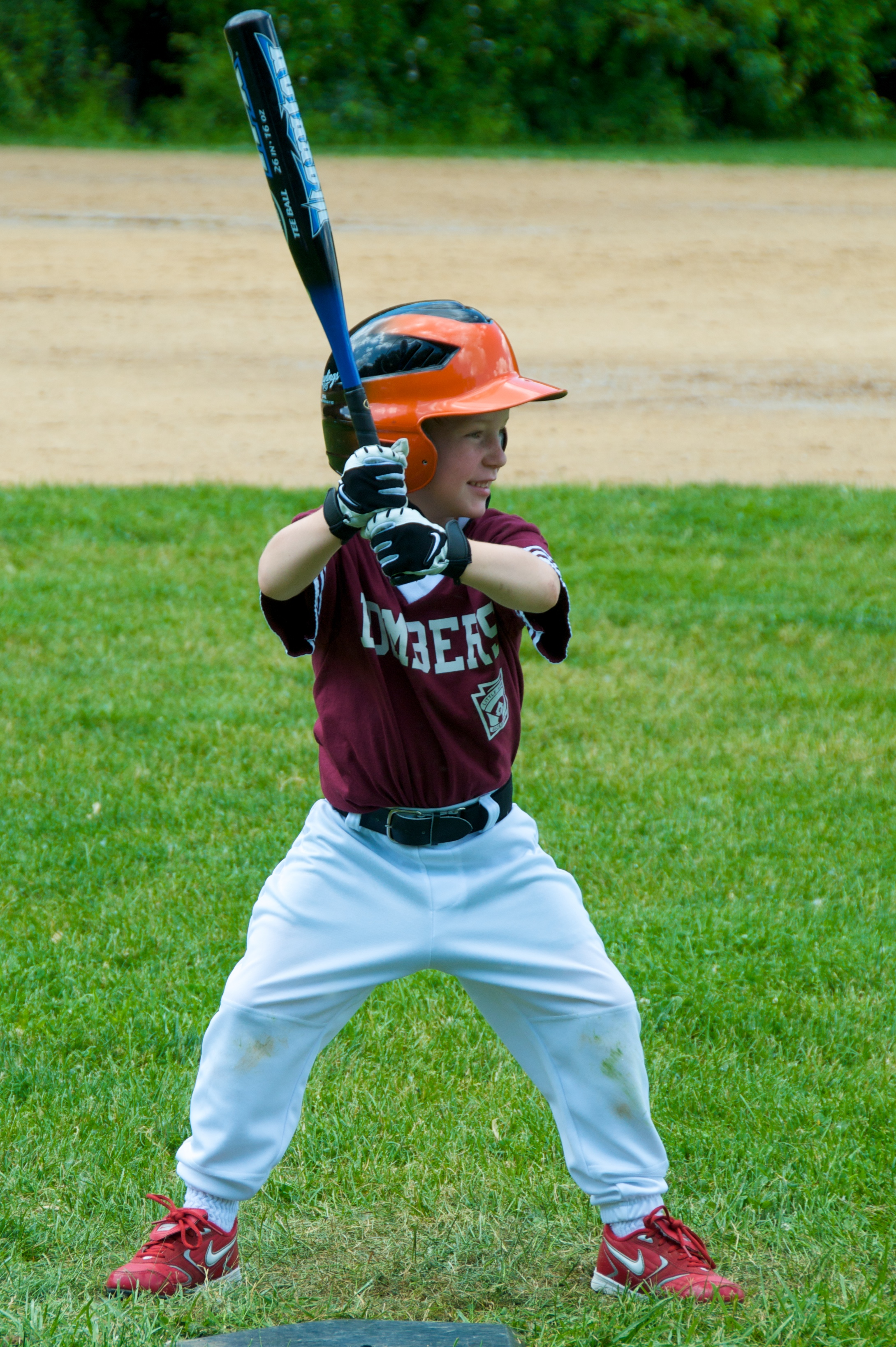
방망이를 들고 자세를 취하는 어린이 선수.

리틀 리그 베이스볼 & 소프트볼(Little League Baseball and Softball, 공식적으로는 리틀 리그 베이스볼)은 미국을 비롯한 세계 전체의 지역 어린이·청소년 야구, 소프트볼 리그를 체계화하기 위해서 조직된 비영리 기구로, 미국 펜실베이니아주 사우스윌리엄스포트에 사무실이 있다.
1939년 펜실베이니아주 윌리엄스포트에서 칼 스토츠가 세 팀이 참가하는 리그를 설립하며 시작되었으며, 1947년 리틀 리그 월드 시리즈가 윌리엄스포트에서 처음으로 개최되었다.

## 같이 보기
- 메이저 리그 베이스볼
- 야구 장비